# Issoudun
Issoudun (Essaudun en occità) és una comuna francesa del departament de l'Indre, de la regió de Centre-Vall del Loira.